# Adeloneivaia meridionalis
Adeloneivaia meridionalis är en fjärilsart som beskrevs av Eugène Louis Bouvier 1927. Adeloneivaia meridionalis ingår i släktet Adeloneivaia och familjen påfågelsspinnare. Inga underarter finns listade i Catalogue of Life.